# Piramida Sierpińskiego
Piramida Sierpińskiego, Gąbka Sierpińskiego, tetrix – zbiór fraktalny, trójwymiarowy odpowiednik trójkąta Sierpińskiego.

## Konstrukcja

Piramida Sierpińskiego – 5. etap konstrukcji

Progresja rekurencji piramidy poprzez 7 kroków

Piramida Sierpińskiego powstaje z czworościanu foremnego przez wykonanie następującego algorytmu:
1. Weź ostrosłup o krawędzi długości x.
2. Utwórz 4 ostrosłupy o krawędzi długości 1/2x i umieść je w przestrzeni tak, by zawierały się w dużym ostrosłupie oraz każdy miał wspólny jeden wierzchołek z dużym ostrosłupem.
3. Usuń ośmiościan foremny, który pozostaje w środku dużego ostrosłupa (o wierzchołkach w 1/2x).
4. Do każdego z 4 małych ostrosłupów zastosuj ten algorytm.

Po nieskończonej liczbie powtórzeń opisanych operacji otrzymujemy piramidę Sierpińskiego.

## Własności
- Piramida Sierpińskiego jest continuum jednowymiarowym.
- Każda ściana piramidy Sierpińskiego jest trójkątem Sierpińskiego.
- Miara Lebesgue’a piramidy Sierpińskiego wynosi zero.
- Wymiar fraktalny piramidy wynosi 2.

## Program wMathematica
Krótki program w języku Mathematica. Procedura rekurencyjna SiPyramid generuje piramidę dowolnego rzędu n:
```
vect
[
1
]
 
=
 
{
0
,
 
0
,
 
0
};

vect
[
2
]
 
=
 
{
1
,
 
0
,
 
0
};

vect
[
3
]
 
=
 
{
0.5
,
 
3
^
0.5
/
2
,
 
0
};

vect
[
4
]
 
=
 
{
0.5
,
 
1
/
3
*
3
^
0.5
/
2
,
 
((
3
^
0.5
/
2
)
^
2
 
-
 
(
1
/
3
*
3
^
0.5
/
2
)
^
2
)
^
0.5
};

Tetron
[{
i_
,
 
j_
,
 
k_
}]
 
:=
 

 
Tetrahedron
[{
vect
[
1
]
 
+
 
{
i
,
 
j
,
 
k
},
 
vect
[
2
]
 
+
 
{
i
,
 
j
,
 
k
},
 
vect
[
3
]
 
+
 
{
i
,
 
j
,
 
k
},
 
vect
[
4
]
 
+
 
{
i
,
 
j
,
 
k
}}];

SiPyramid
[
0
,
 
{
i_
,
 
j_
,
 
k_
}]
 
:=
 
{
Tetron
[{
i
,
 
j
,
 
k
}]};

SiPyramid
[
n_
,
 
{
i_
,
 
j_
,
 
k_
}]
 
:=
 

  
Module
[{
s
 
=
 
{}},
 

   
Do
[
s
 
=
 
Union
[
s
,
 

      
SiPyramid
[
n
 
-
 
1
,
 
2
^
(
n
 
-
 
1
)
*
vect
[
u
]
 
+
 
{
i
,
 
j
,
 
k
}]],
 
{
u
,
 
4
}];
 
s
];

```